# Plumlov (zámek)
Plumlov je zámek ve stejnojmenném městě v okrese Prostějov. Založen byl na přelomu třináctého a čtrnáctého století. Na počátku sedmnáctého století byl požárem poškozený hrad opraven a získal kvalitní bastionové opevnění. V osmdesátých letech sedmnáctého století byl v sousedství hradu postaven nový zámek, ale staré hradní budovy byly zbořeny až počátkem devatenáctého století. V listopadu 2022 byl zámek s účinností od 1. července 2023 prohlášen národní kulturní památkou.

## Historie

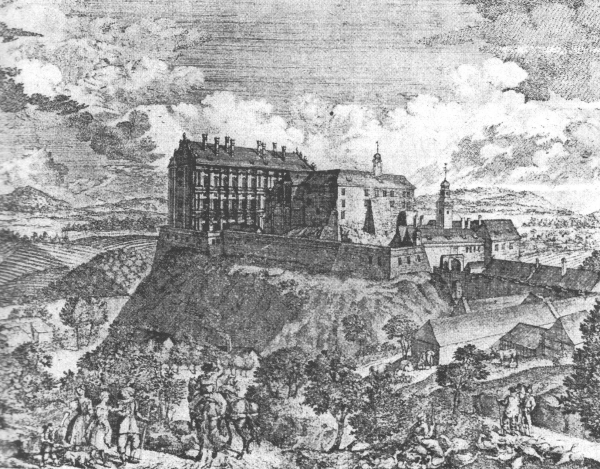
Hrad a zámek Plumlov v roce 1720

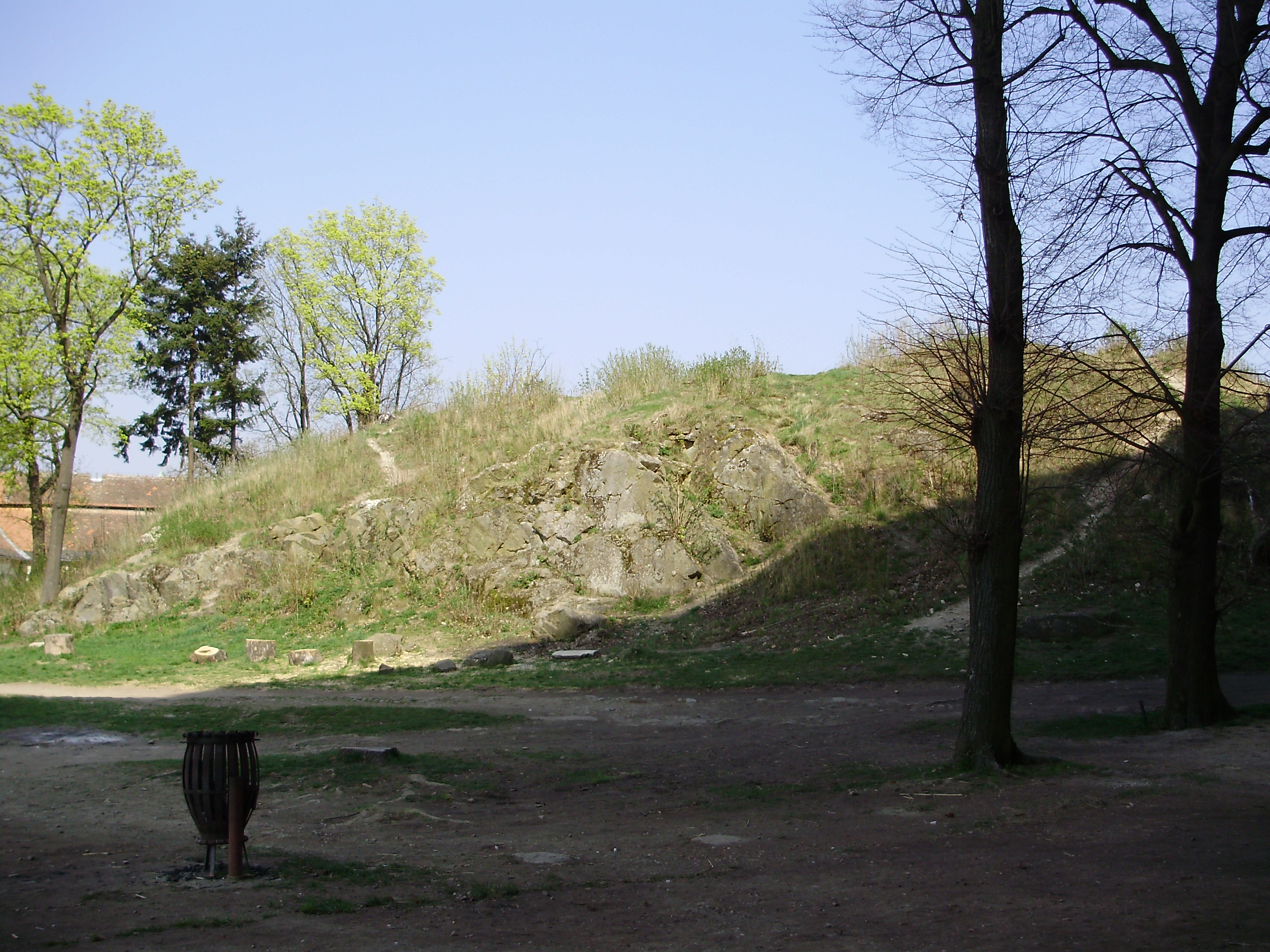
Pahorek na zámeckém nádvoří se zbytky středověkého hradu

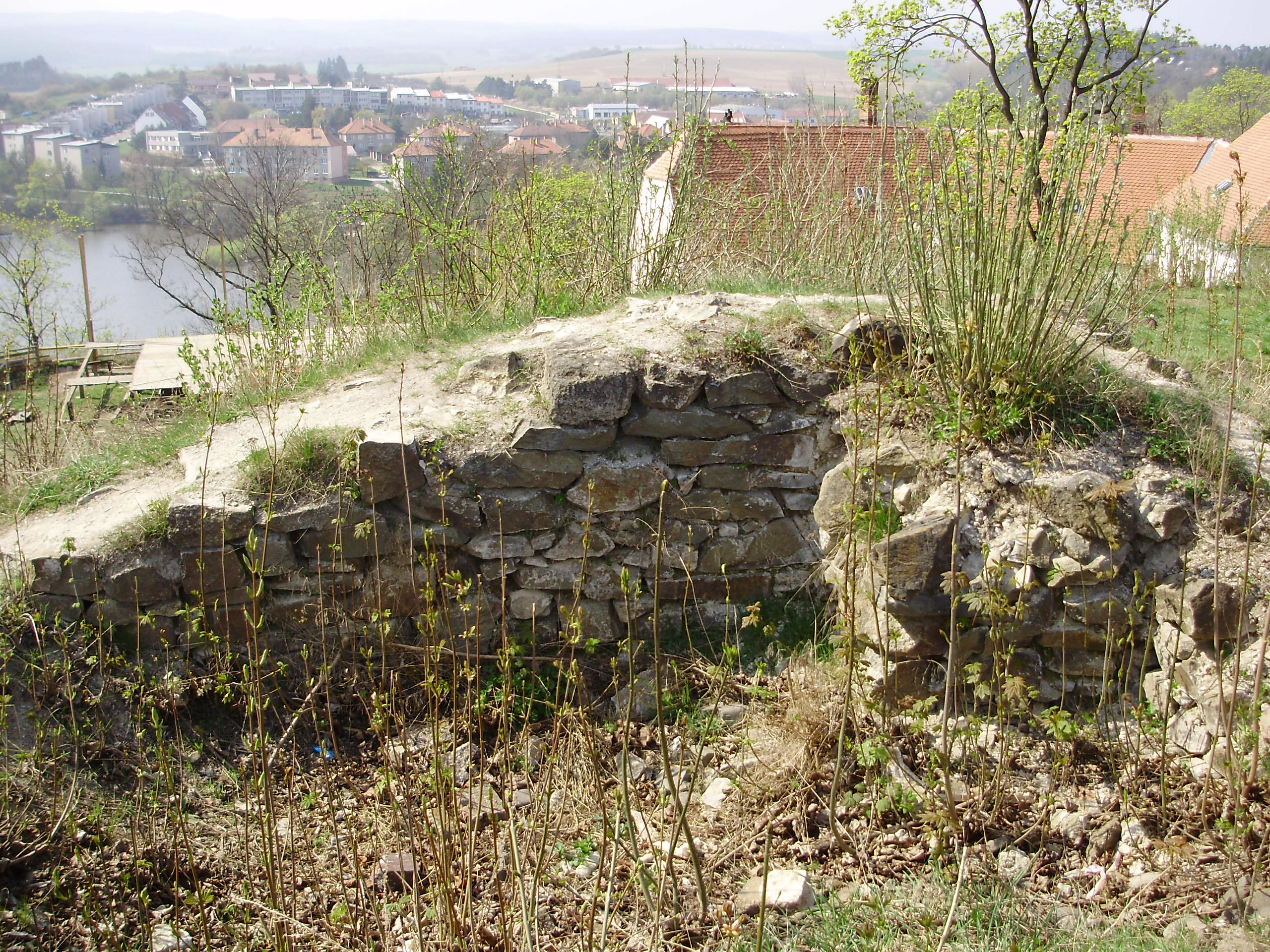
Fragmenty zdí středověkého hradu

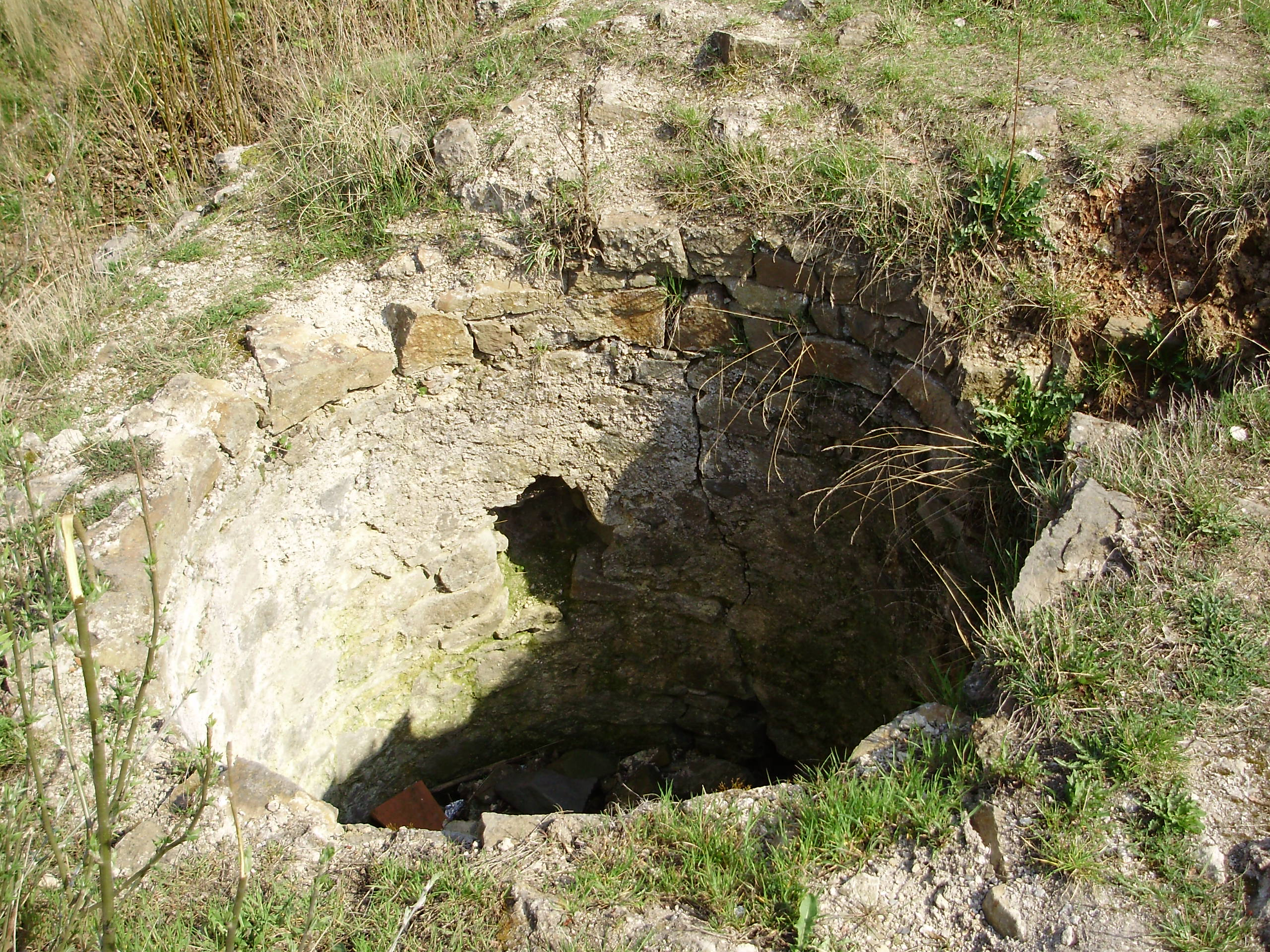
Torzo bergfritu

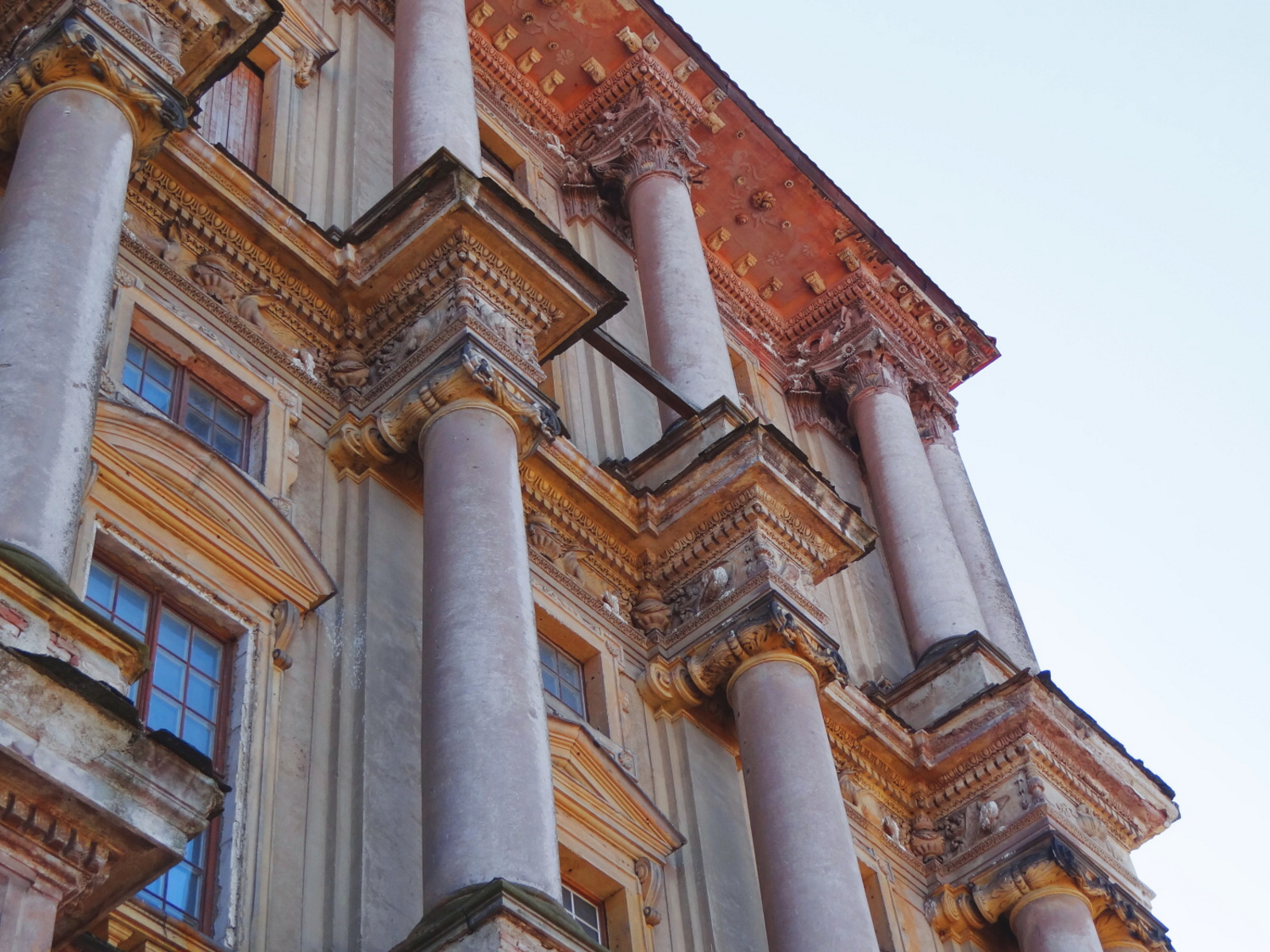
Průčelí zámku

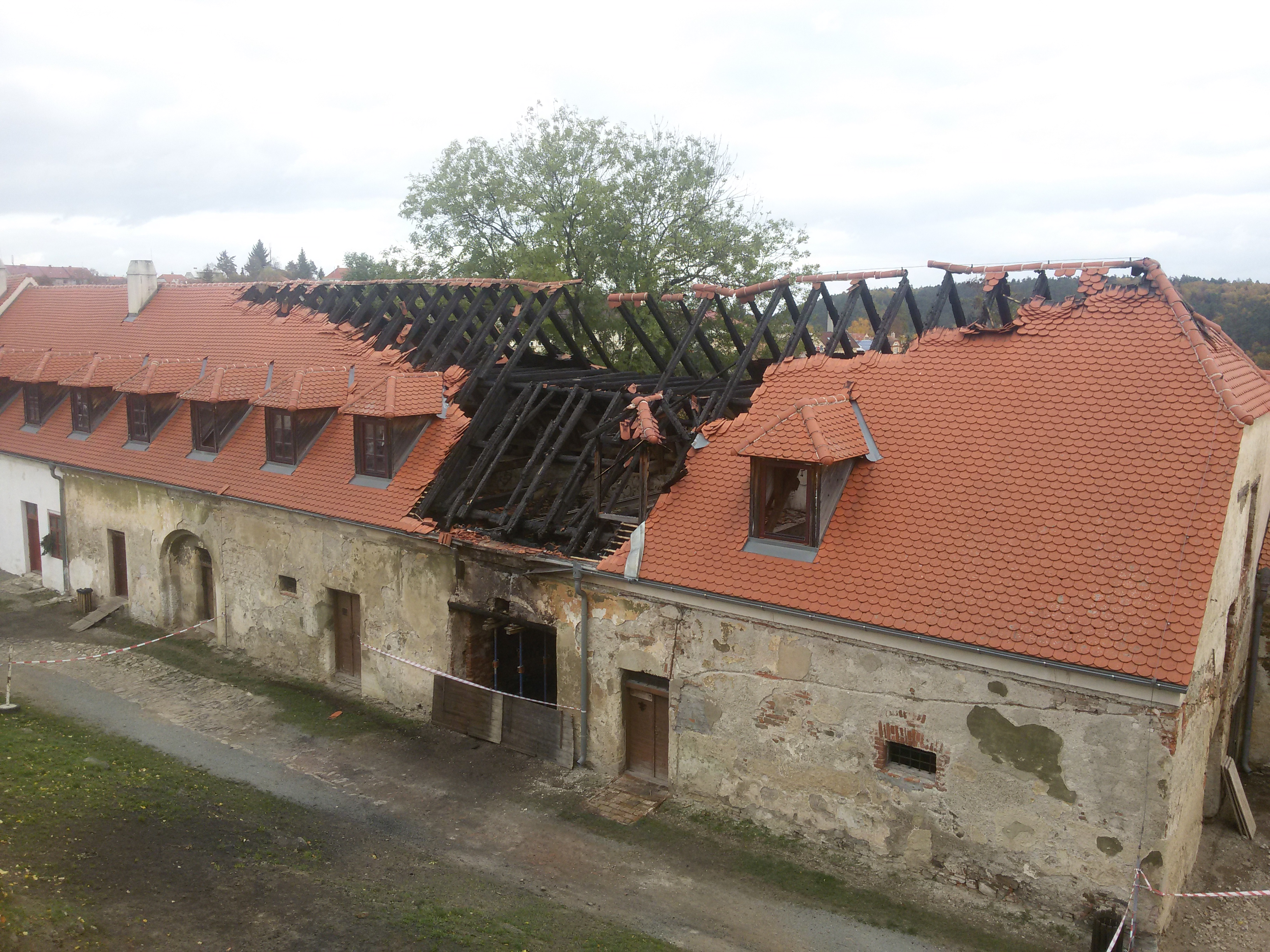
Levé křídlo zámku po požáru v roce 2016

Hrad Plumlov byl podle nalezeného archeologického materiálu založen na přelomu třináctého a čtrnáctého století snad Mikulášem I. Opavským. Za zakladatele bývá považován také Přemysl Otakar II.,[zdroj?] ale proti tomu svědčí malé rozměry a použitá bergfritová stavební dispozice. Po roce 1310 prodal Mikuláš II. Opavský plumlovský hrad a panství králi Janu Lucemburskému. Ten jej někdy v letech 1322–1325 prodal Vokovi z Kravař.
Páni z Kravař drželi hrad až do roku 1466, kdy rod vymřel po meči, a hrad přešel na Jana Heralta z Kunštátu, manžela Johanky, dcery posledního mužského potomka Jiřího z Kravař. Po Heraltovi, který zemřel bez mužského potomka roku 1490, hrad získal Vratislav I. z Pernštejna, který se oženil s Heraltovou dcerou Ludmilou. Začátkem šestnáctého století byl hrad přestavěn na renesanční zámek. Pernštejnové si však v té době vybudovali novou rezidenci v Prostějově a pro své finanční problémy plumlovský zámek zanedbali. Jeho úpadek dovršil požár roku 1586.
Rekonstrukci hradu zahájil až další majitel kníže Karel z Lichtenštejna, který vybudoval arkády na nádvoří a zmodernizoval opevnění. V roce 1619 hrad vyplenilo stavovské vojsko a za třicetileté války jej dobyli, vypálili a pobořili Švédové. Po skončení třicetileté války byl renesanční zámek jen provizorně opraven.
V letech 1680–1688 byl postaven v manýristickém stylu tzv. vysoký zámek. Projektantem stavby byl Karel Eusebius z Lichtenštejna, který byl silně ovlivněn italskou renesancí. Se stavbou začal jeho syn Jan Adam Ondřej z Lichtenštejna v roce 1680 a trvala téměř deset let. Původní plány na čtyřkřídlý zámek nebyly realizovány, bylo postaveno jen jedno křídlo (ani to nebylo nikdy zcela dokončeno) s kolosálním řádem, štukovou a freskovou výzdobou.[zdroj?] Na konci osmnáctého století byly zastavěny bastiony budovami tzv. nízkého zámku.
Zámek a starý hrad stály vedle sebe až do roku 1801, kdy oba objekty poškodila vichřice. Tehdejší majitel, Alois z Lichtenštejna, neměl dostatek prostředků na obnovu obou objektů, a proto hrad nechal zbořit. Roku 1850 byl zámek pronajat okresnímu soudu a bernímu úřadu. V několika místnostech bývalo vězení, ostatní obyvatelné části zámku sloužily jako byty úředníků.
V roce 1931 byl zámek v rámci pozemkové reformy Lichtenštejnům zabrán a přešel do vlastnictví Státního pozemkového fondu. Ve čtyřicátých letech dvacátého století bylo na zámku zřízeno muzeum, které tu bylo až do let šedesátých, kdy zámek získaly Vojenské lesy Plumlov. Ty jej nechaly opravit a stáhnout ocelovými lany, aby se nezřítil. Po Vojenských lesích Plumlov byly vlastníky zámku ještě Památkový ústav Brno a Muzeum Prostějovska. Jejich prostředky však stačily sotva na nejnutnější údržbu chátrající stavby.
V roce 1994 byl zámek předán do majetku města Plumlova, které zahájilo nejnutnější opravy.
V noci z 10. na 11. října 2016 poničily plameny levé křídlo zámku.
| Rok  | Počet návštěvníků |
| ---- | ----------------- |
| 2015 | 15 360            |
| 2016 | 30 342            |

## Stavební podoba
Nejstarší stavební fáze hradu zaujala vrcholovou část pahorku a měla čtyřboký půdorys. Její dominantou byl okrouhlý bergfrit o vnějším průměru 10,2 metru a vnitřním průměru 1,9 metru, jehož patra spojovalo vřetenové schodiště. Palác stával na jižní nebo východní straně. Na počátku patnáctého století proběhly stavební úpravy, během nichž byly obestavěny všechny strany nádvoří a nové budovy svou hmotou postupně pohltily věž.
Během přestavby knížete Karla z Lichtenštejna bylo nově opevněno předhradí. Kvalitu opevnění zajišťovala čtveřice bastionů, které po mladších úpravách získaly podobu rizalitů. Hradba předhradí se dochovala zejména v severním průčelí nízkého zámku. Ze stejného období pochází i budova brány, ve které se dochovala zazděná branka pro pěší a stopy vpadlin pro padací most. Dochovaný hrotitý portál pochází až z období romantismu.